# Real Santuario de la Virgen de la Salud
El Real Santuario de la Virgen de la Salud está situado a dos kilómetros de la población de Traiguera, en la provincia de Castellón. Se compone de un conjunto de edificaciones, de arquitectura de origen gótico, aunque el conjunto de edificaciones que hoy existen, corresponde básicamente al siglo XVI, con añadidos y transformaciones renacentistas y barrocas. en los siglos XVII y XVIII. 
Es el único de su entorno que gozó de salvaguardia real, que fue concedida por Carlos V el año 1542, renovada posteriormente por Felipe II y confirmada por Bula Papal en 1555. Otros muchos privilegios, favores y donaciones obtiene sobre todo en el siglo XVI, periodo de su máximo esplendor.

## Resumen histórico
El origen de la devoción y culto se hace a partir de 1384, vinculándolo al hallazgo de una pequeña imagen mariana por los hermanos pastores Anastasio y Jaime Sorli. Agua de Fuente con propiedades curativas y luz se vinculan al hallazgo, así como numerosos prodigios a raíz del mismo, entre los que se cuenta, según la tradición, el haber recuperado el habla Anastasio. El objeto del culto se trataba de una talla de madera de 0,47 m de altura, gótica, vaciada en su reverso y con soportes para ser llevada a mano o colgada del cuello. Representaba a la Virgen en pie, llevando sobre el brazo izquierdo al Niño. Madre e Hijo mostraban en la mano una manzana. Actualmente existe una copia, al haber desaparecido el original durante la guerra civil de 1936.
La primera ermita, muy sencilla, fue construida junto a la fuente del hallazgo y desapareció, quedando incluida en los bajos de la actual hospedería. Queda el pozo con brocal de piedra y una pequeña capilla gótica al fondo.
Este primero fue construido en 1439 y se correspondía parcialmente con la nave del templo actual. Era de una sola nave, con capillas laterales y bóvedas de crucería.
El auge del santuario se produjo en el siglo XVI. En 1523 visitó el santuario el duque de Segorbe y planeó construirse allí un palacio que finalmente quedó inacabado. A partir de 1531 y debido a la gran afluencia de visitantes, se construyó, al igual que en otros santuarios, la hospedería costeada por Gaspar Jofre de Borja, obispo de Segorbe. Por entonces, la fama del santuario era tal que en 1542 el rey Carlos I concede salvaguarda
real al eremitorio. A partir de este momento las visitas de la familia real y el trato de favor se acrecentaron. En 1566 el papa Pío V instituyó la capellanía del santuario con 6 clérigos y un prior que residían habitualmente en la ermita, lo que motivó la construcción de la conocida Casa dels Capellans en 1570. 
El prestigio y la importancia era tal que se pedían limosnas, además de en el obispado de Tortosa, en los arzobispados de Valencia y Zaragoza. El siglo terminó con la construcción del pórtico delante de la iglesia en 1588, y con la construcción de los siete peirons alusivos a los Siete Dolores de la Virgen, que señalaban el camino entre la población y el santuario, seis de ellos descubiertos y el último cubierto. El mayor exponente de la fama adquirida por el santuario fue el libro publicado en 1597 por Jaime Prades, Historia de la adoración y uso de las santas imágenes y de la Imagen de la fuente de la Salud.

## Descripción arquitectónica

Fachada del santuario.

El acceso al Santuario se realiza a través de una hondonada o barranco, pavimentado, pero por el que circula agua. La fachada principal del Conjunto se encuentra enfrentada con la caída de aguas. 
La iglesia se sitúa en el centro del conjunto y a la izquierda del cauce que atraviesa el conjunto. A la derecha se encuentra el pozo fuente del Milagro y la Cocina medieval. Sobre éstos, alrededor de un patio y en dos alturas se desarrolla la hospedería. A la izquierda de la iglesia se disponen la antigua casa «dels Capellans» y los restos de un antiguo e inacabado palacio. Toda el ala izquierda a la iglesia ha sido adecuada ahora como restaurante y museo. 
Precediendo la entrada de la iglesia se sitúa el pórtico. Lo forman tres crujías de planta cuadrada cubiertas con bóvedas de crucería. De ellas la central lleva terceletes. En cada una de las claves secundarias se ve una cifra. Entre todas forman el año de su construcción: 1588. 
El porche se abre al frente con tres arcos, mayor el central, disponiéndose a modo de arco triunfal señalando con los escudos del santuario y de la población, y surmontado con la salvaguarda real de Carlos V.
A la iglesia se ingresa por una portada flanqueada por dos achatadas columnas de orden corintio, fechada en 1716. La iglesia está formada por una nave de tres crujías, crucero, capilla mayor, camarín, sacristías y un coro alto a los pies. Se cubre con bóvedas de cañón con lunetos en la nave, cúpula sobre pechinas en el crucero, bóvedas de cañón y cúpulas en la capilla mayor y camarín. Los muros son de mampostería y los abovedamientos tabicados.

### Estructura e interior de la capilla

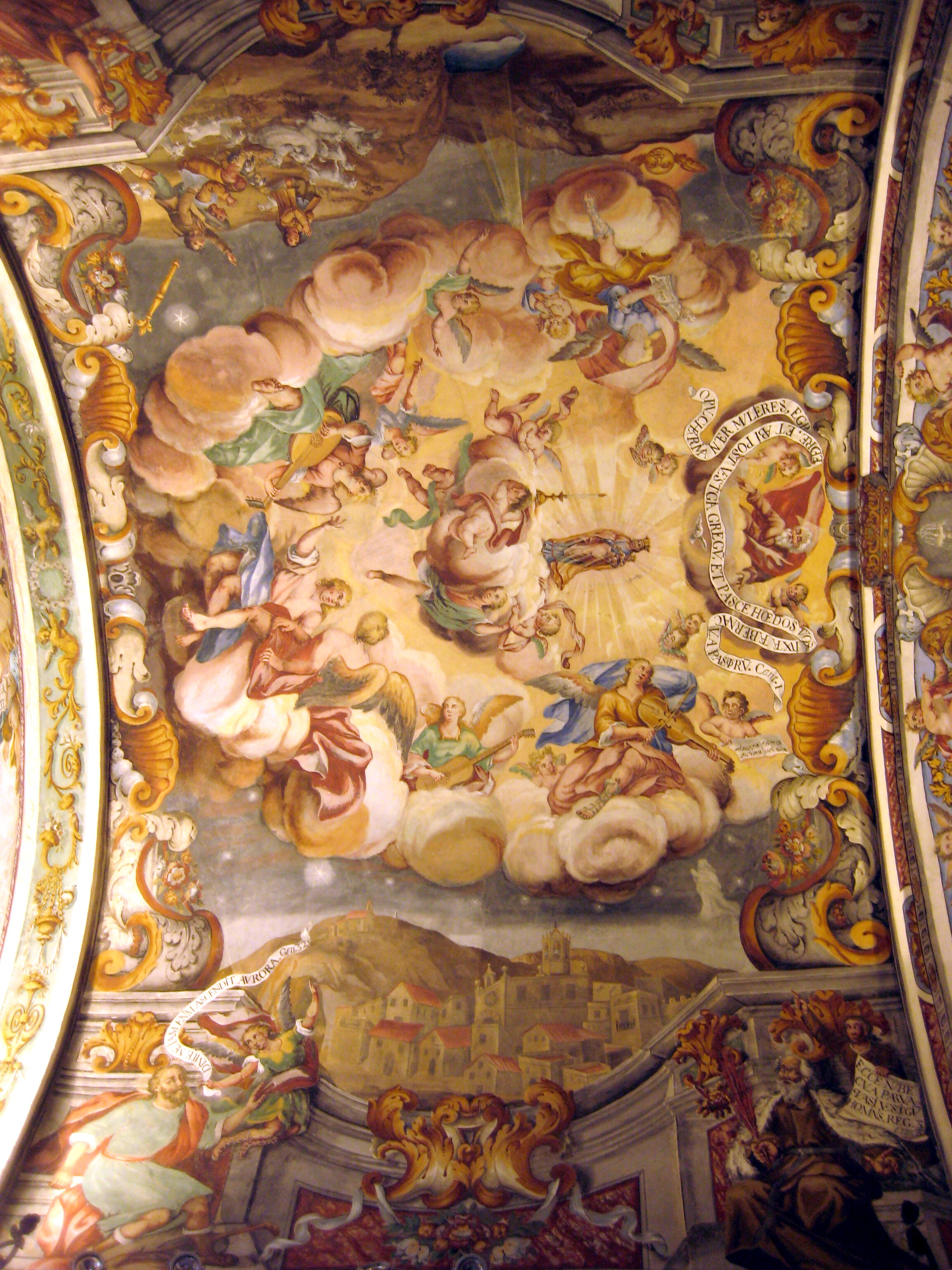
Bóveda del presbiterio del Santuario de Nuestra Señora de la Fuente de la Salud de Traiguera

La nave y el crucero llevan un apilastrado con capiteles de orden corintio apeados en rocallas. Las pilastras de la nave flanquean capillas hornacina donde se situaban retablos hoy perdidos. Sobre los capiteles, en el friso y de manera similar a lo que encontramos en el crucero, se pintan parejas de querubines. 
Sobre la última capilla del lado de la epístola se encuentra la reja desde la cual los sacerdotes alojados en la hospedería podían seguir los ritos. 
Tanto la nave como el crucero han sido objeto de diferentes revestimientos decorativos, las pinturas que se conservan en las bóvedas y la cúpula del crucero datan del siglo XIX. Las sucesivas restauraciones han dado a la luz también la pintura que decoraba el zócalo del crucero a modo de revestimiento cerámico y las pinturas situadas en la parte baja de los brazos del crucero a modo de lienzos.
Una reja separa el crucero de la capilla mayor. La reja –dividida en dos alturas y tres tramos-se levanta hasta la altura de la imposta de los arcos. Esta es el área reservada desde la cual se puede acceder a la sacristía y al camarín y donde se despliega un amplio programa iconográfico alusivo al hallazgo de la imagen, los milagros de Nuestra Señora y su protección sobre la villa de Traiguera. Atravesando la reja se accede a la sacristía y desde esta, por medio de una escalera, se sube al camarín que albergaba la imagen. Este es un recinto cupulado, con delicada decoración de rocallas –muy diferente a la del resto del templo–, con iluminación propia. 
La capilla de la Virgen, junto al pozo o fuente del Milagro, se cubre con bóveda de crucería y se adorna con pinturas al temple de ángeles músicos.
La vecina cocina medieval está formada por un gran tiro cónico dispuesto sobre pechinas y arcos. A este espacio recaía el desaparecido horno y se ampliaba mediante una sala de dos crujías, cubiertas con bóvedas de crucería, de las que una ha sido renovada por un techo de madera.

### Hospedería y otras salas
La hospedería es un conjunto de alcobas destinadas a acoger a los peregrinos al santuario. El primer piso fue construido en el siglo XVI ocupando la parte superior de la sala de la cocina y en segundo piso fue añadido en el siglo XVII (1619). La hospedería está construida con muros de mampostería con ventanas rectangulares de cantería con molduración de tradición gótica. 

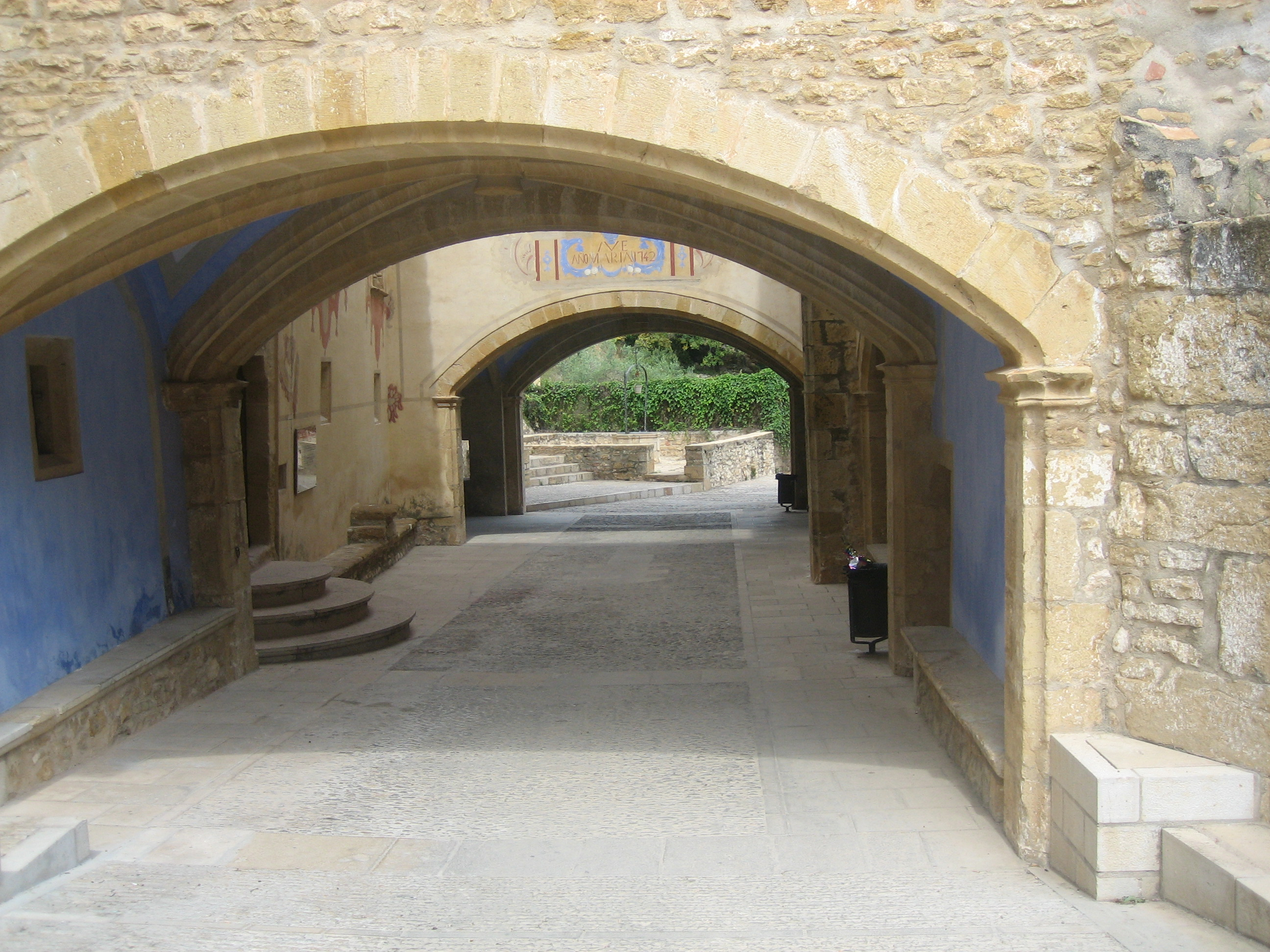
Acceso bajo arcos escarzanos al patio interior de la hospedería de la ermita de Nuestra Señora de la Fuente de la Salud de Traiguera

La carpintería y los herrajes –de excelente oficio– muestran una variada muestra de diseños de tratados renacentistas. Entre las salas debe destacarse la llamada del obispo. En esta, la techumbre descansa sobre ménsulas esculturadas con cabezas humanas de un obispo, un cardenal, un capitán y un turco, que la tradición vincula con las reuniones previas a la batalla de Lepanto.
El ala izquierda del santuario está notablemente más transformada desde antiguo. En los niveles inferiores se sitúan naves de arcos de diafragma y en la superior una serie de salas muy renovadas. 
El museo guarda el lapidario y algunas carpinterías de especial interés.
La plaza con renovación del pavimento, igual que las hospederías, el museo, la cocina y el entorno fue restaurado por la Escuela Taller de Traiguera dirigida por el arquitecto Miguel García Lisón.
Las siete cruces o peirons que puntuaban el camino desde Traiguera hasta el santuario eran piezas de altísimo interés escultórico y paisajístico destruidas en 1936. Ya Viciana en 1563 y Enrique Cock en 1585 habían descrito el camino desde el pueblo al santuario con las siete cruces que debían enseñas a los devotos el camino «para que no yerren del». Viciana lo describe como un camino ancho y hermoso «con empedraduras para que se conserve». Señala también las siete cruces de piedra «muy pulidas y bien acabadas» y «en casda una de ellas un retrato de los siete gozos de Nuestra Señora, en los quales los devotos peregrinos tienen que contemplar». En 1598 el escultor Vázquez aún hizo la última cruz que presidía el acceso al santuario. 
La gran cruz cubierta con baldaquino sostenido por robustas columnas dóricas, es la última de las siete que a modo de peirons jalonaban el trayecto desde Traiguera. De las siete restantes se conservan algunos elementos, gradas, basas y algún fuste. El motivo escultórico de la cruz cubierta –Virgen por un lado e incompleta Trinidad «Trono de Gracia» por el otro, como relieve destacando de la cruz propiamente dicha-está sostenido sobre columna jónica con acanaladuras.

## Galería de imágenes

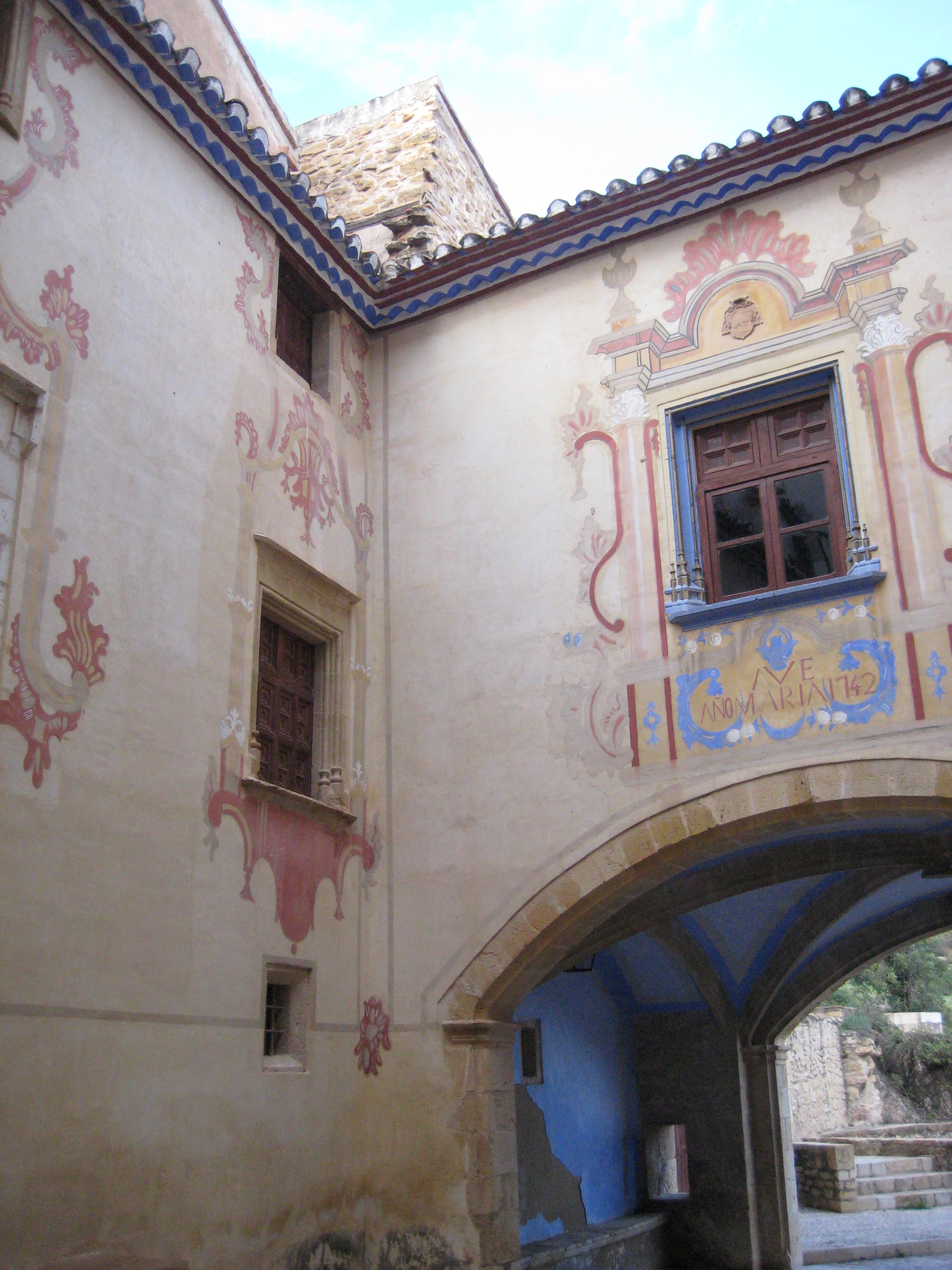
Interior patio de la hospedería
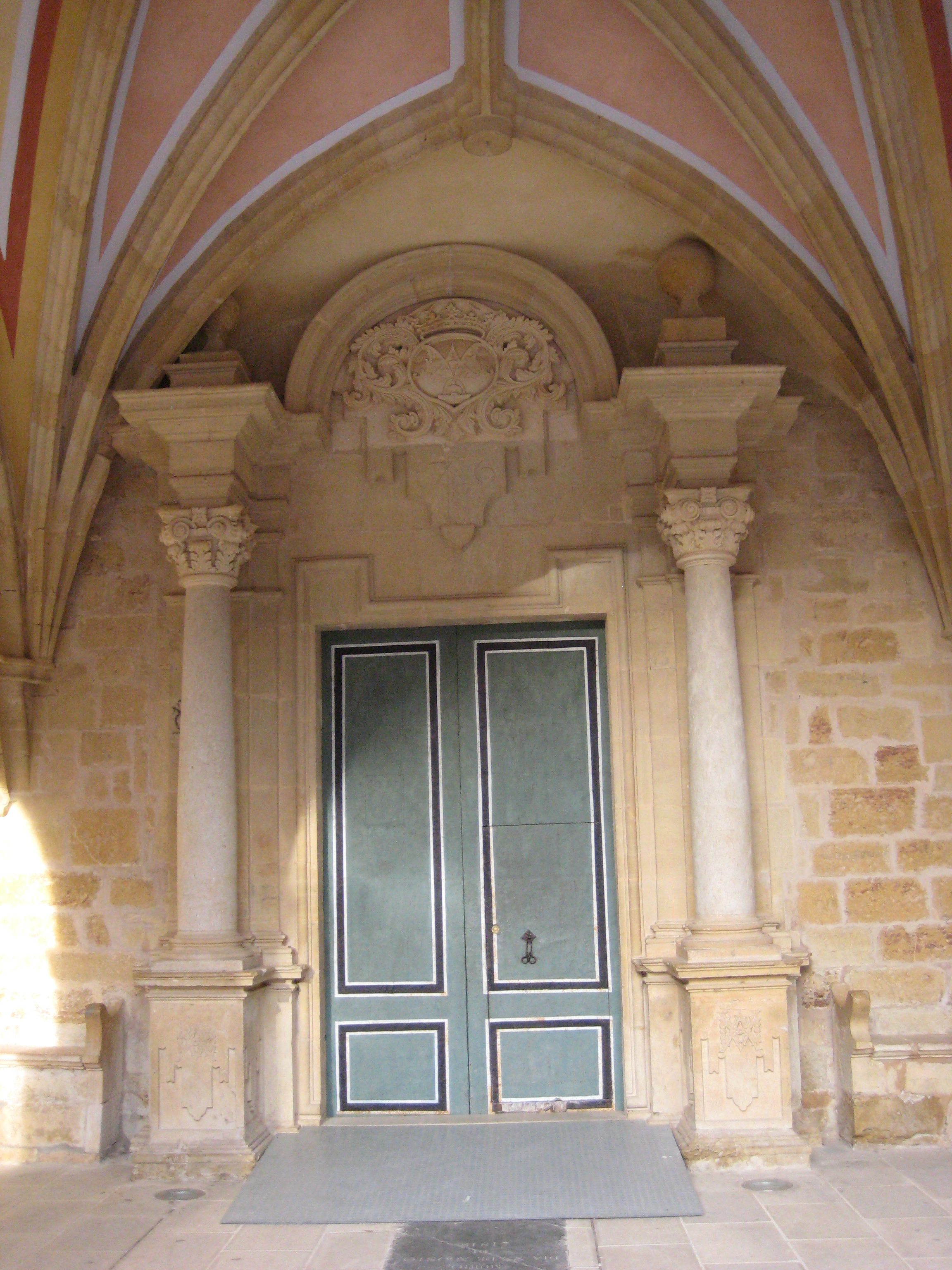
Portada del Santuario
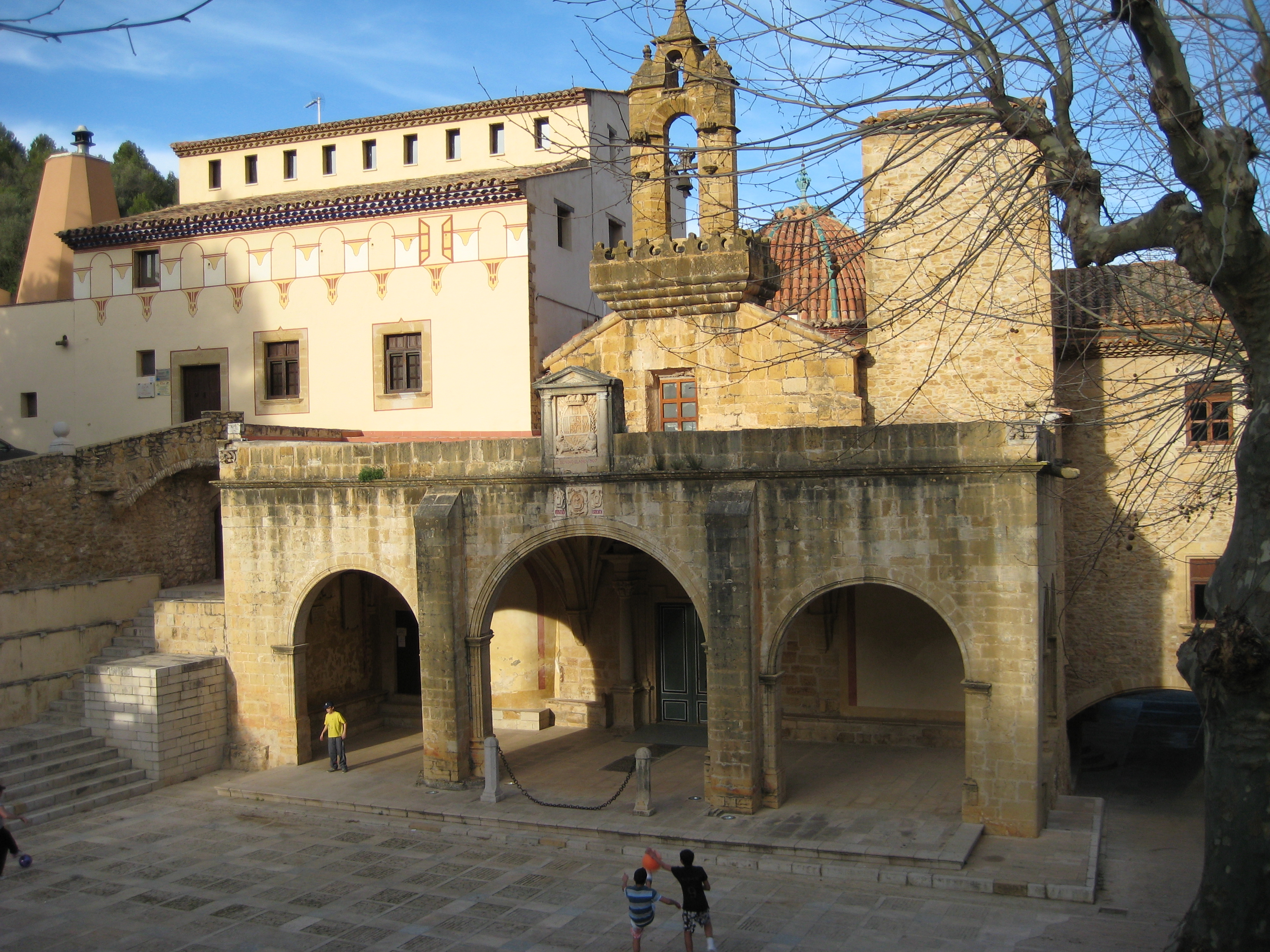
Vista frontal del Santuario
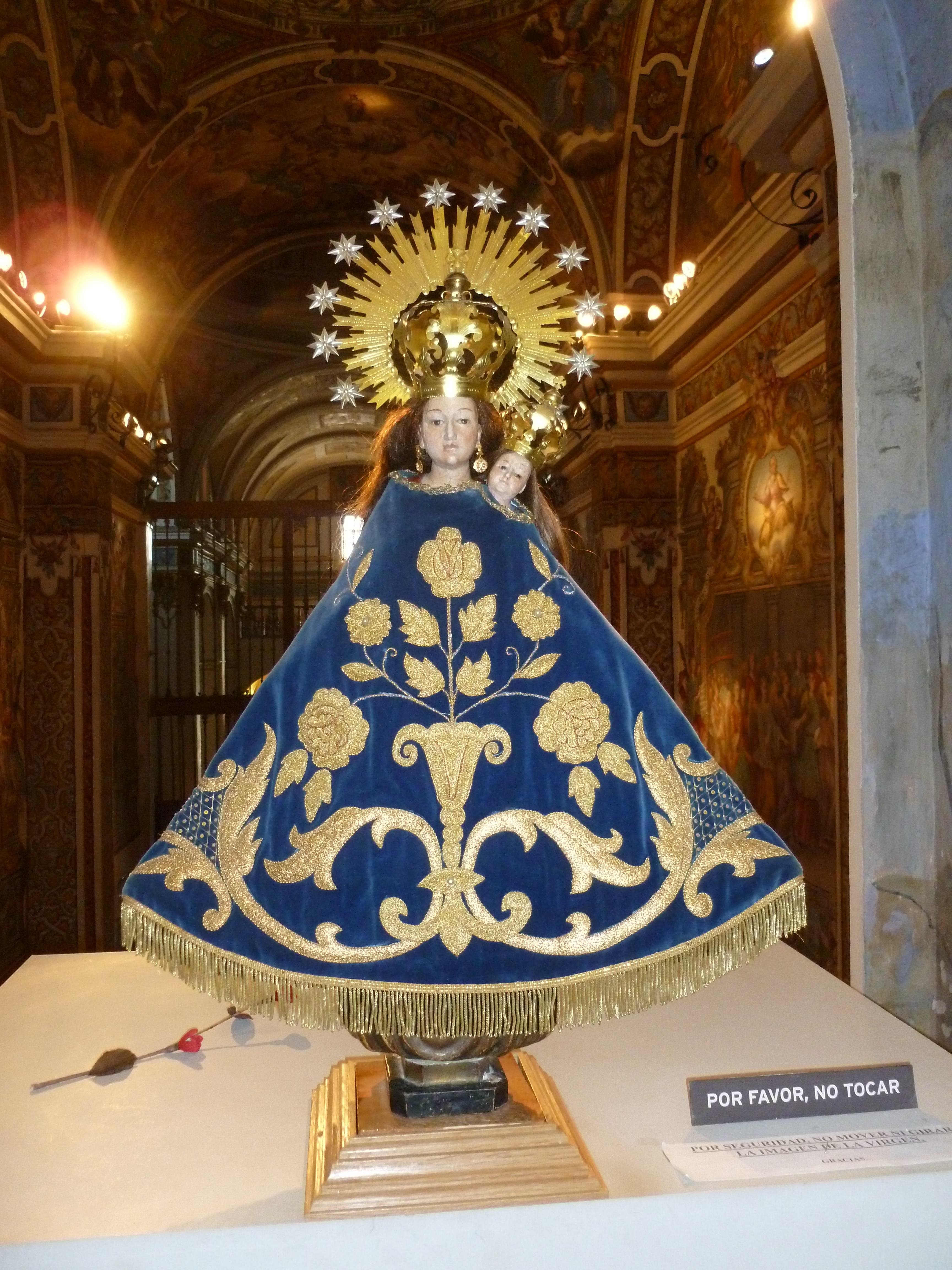
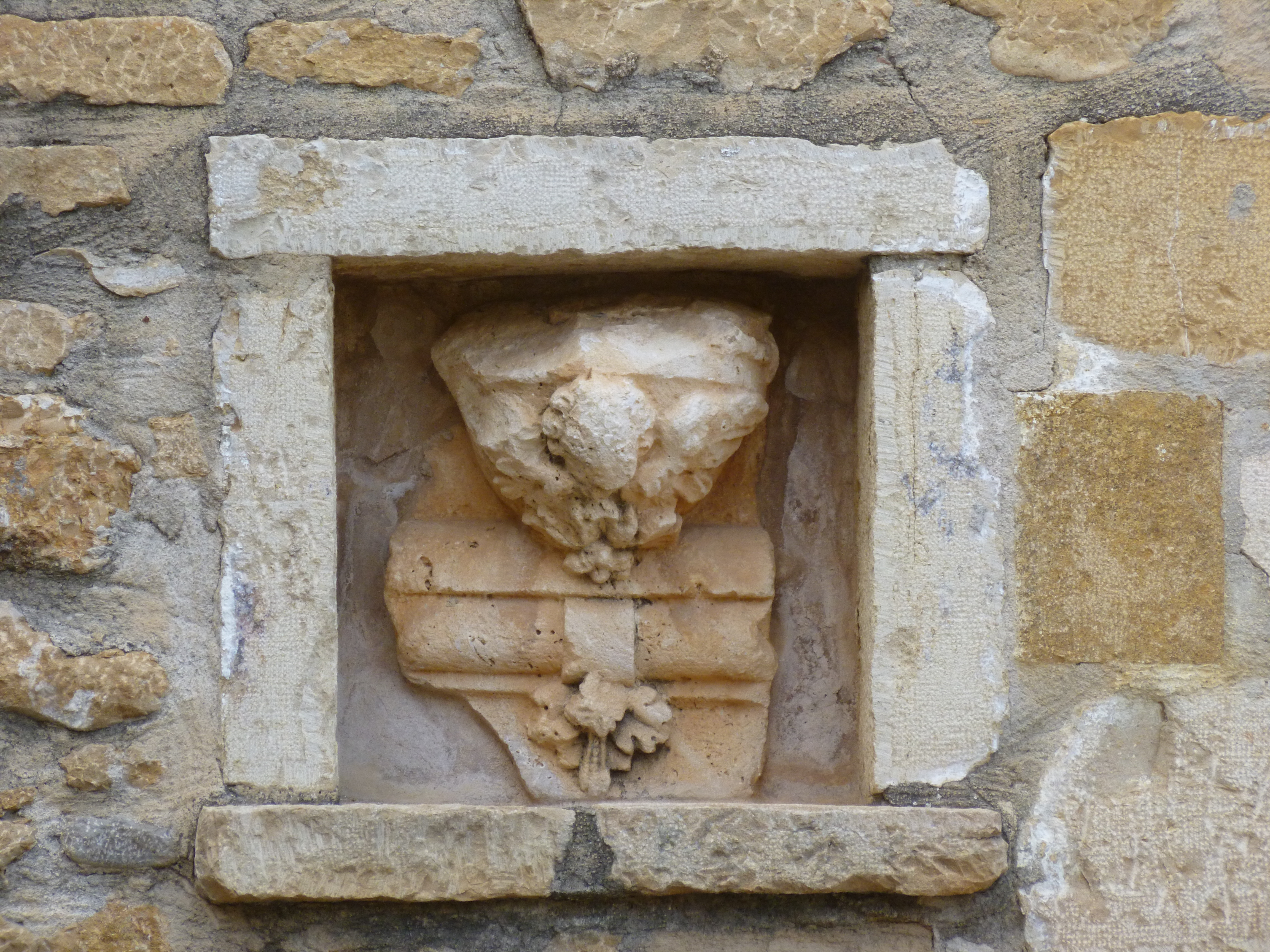
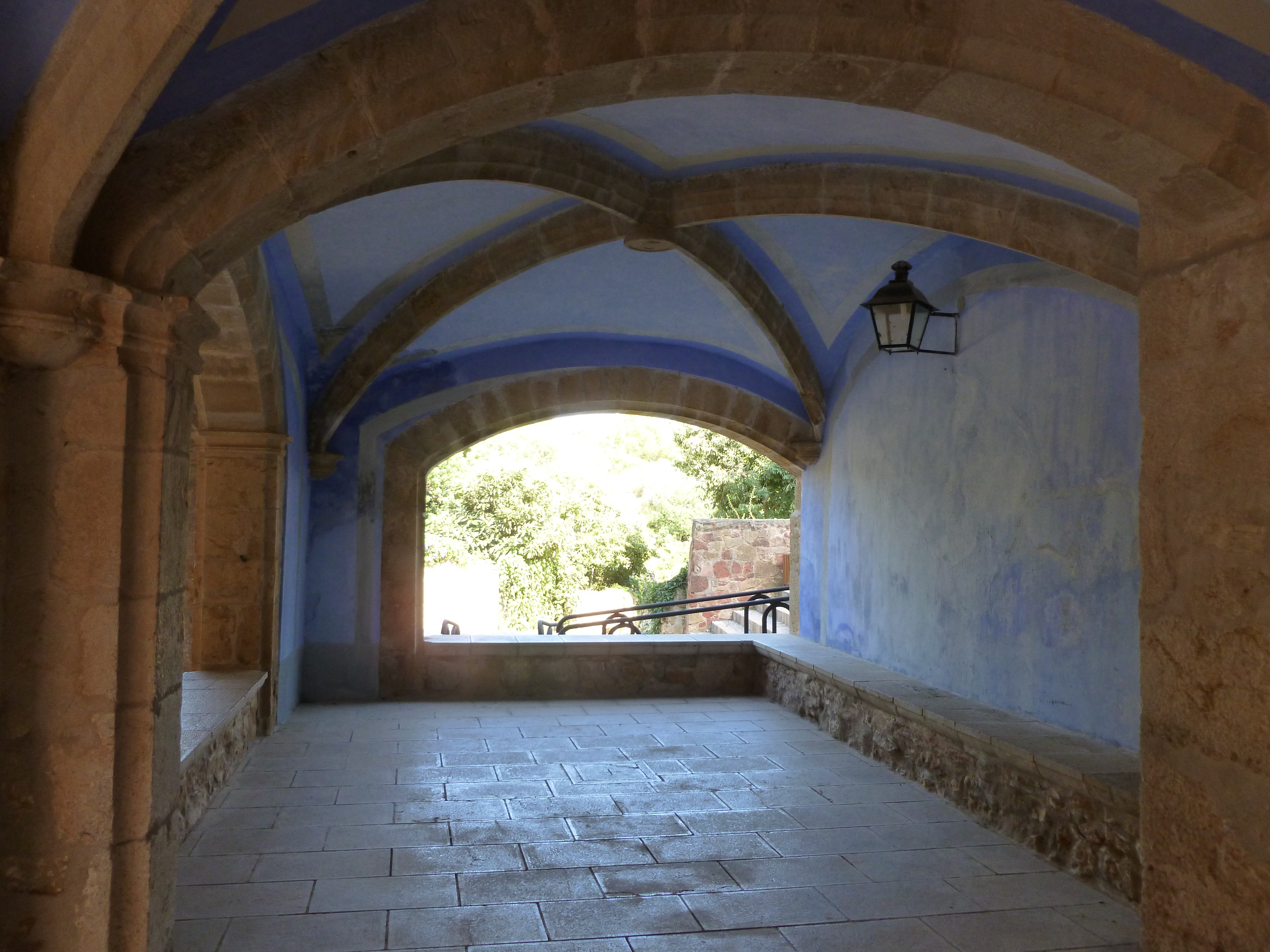